# Flora und Vegetation der Türkei

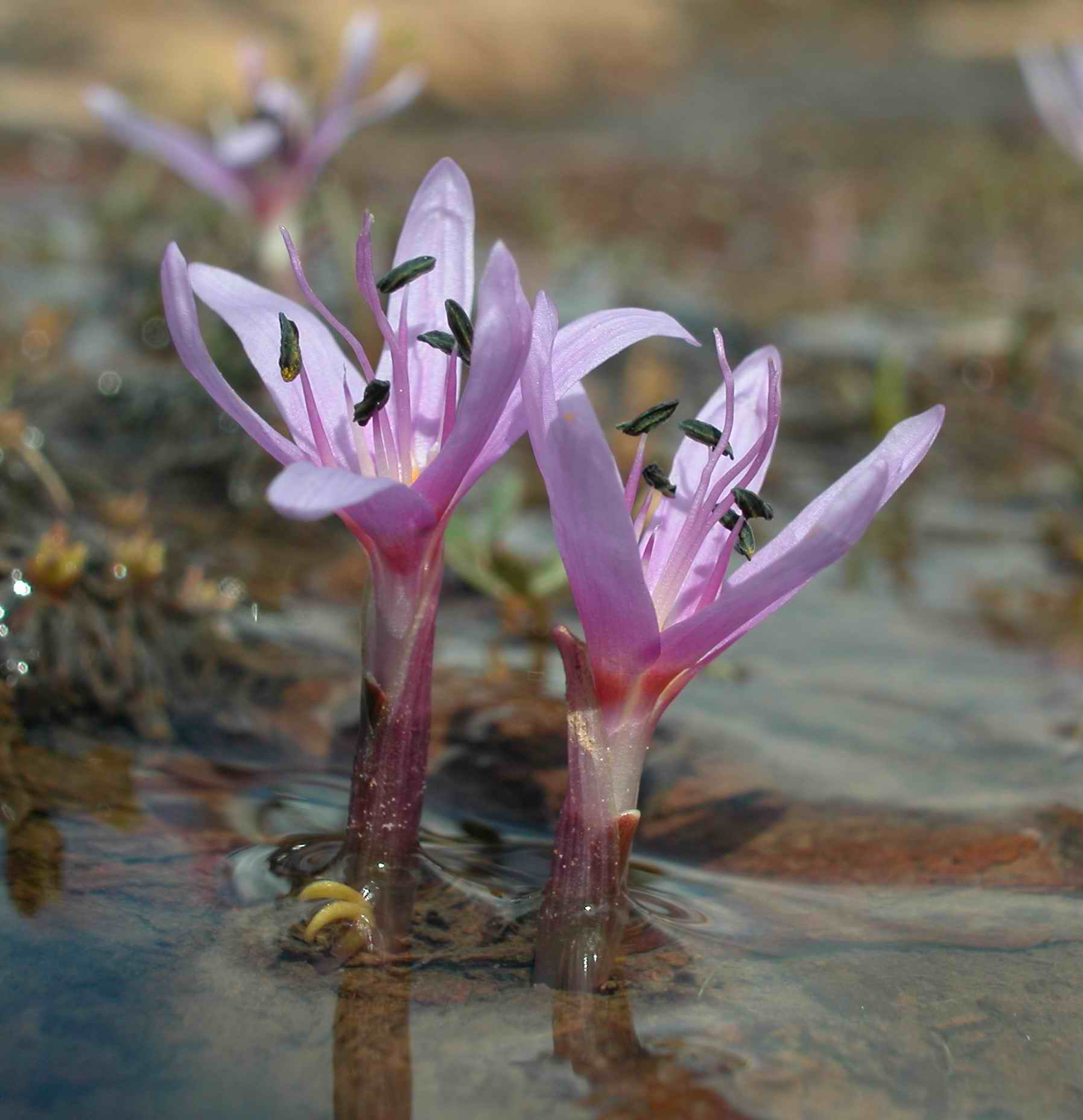
Colchicum figlalii (Ö. Varol) Parolly & Eren: Dieser Lokalendemit des Sandras Dağ, eines Serpentinberges bei Muğla, wurde erst 1995 neu für die Wissenschaft beschrieben.

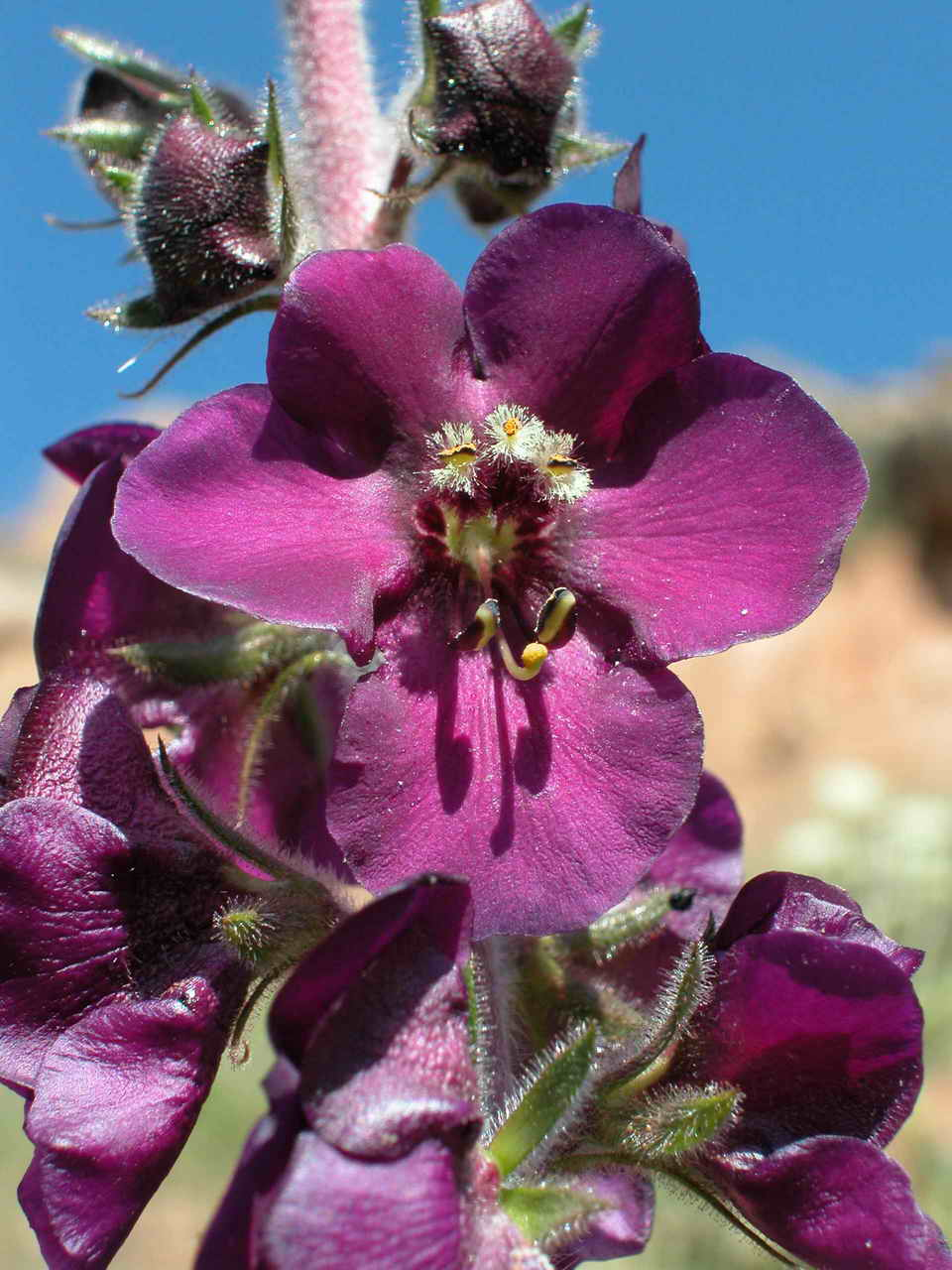
Verbascum wiedemannianum: Diese auffällige Königskerze ist eine Charakterart der zentralanatolischen Steppe. Wie die meisten Verbascum-Arten ist sie in Anatolien endemisch.

Im Jahr 2000 waren auf dem Gebiet der heutigen Türkei etwa 9.300 Arten wildwachsender Gefäßpflanzen bekannt. Für ganz Europa werden etwa 11.500 Arten angegeben, allerdings auf einer etwa dreizehnmal größeren Fläche. Die Türkei zeichnet sich also – verglichen mit Europa – durch eine bemerkenswert hohe floristische Diversität aus. Ursache dafür ist vermutlich die erstaunlich hohe Endemismusrate in Verbindung mit der extrem hohen ökologischen Vielfalt Anatoliens.

## Endemismus
Fast jede dritte türkische Pflanzenart (30,6 %) ist in ihrer Gesamtverbreitung auf das Gebiet der heutigen Türkei inklusive der nahe gelegenen Ägäischen Inseln beschränkt, also dort endemisch. Österreich besitzt demgegenüber nur 1,56 % an Endemiten, und auch für größere Länder wie Deutschland oder Großbritannien liegen die Werte ähnlich niedrig. Als Hauptursache für den hohen Endemitenanteil wird meist die gebirgige Landoberfläche Anatoliens angesehen. Dabei sind die dortigen Hochgebirge oft durch Hochebenen voneinander getrennt, ähnlich wie Inseln. Für Anatolien wird diese Annahme durch Konzentrationen von Lokalendemiten auf besonders stark isolierten und relativ alten Massiven wie Uludağ oder Ilgaz Dağı gestützt. Demgegenüber sind junge vulkanische Kegel wie Erciyes Dağı oder Hasan Dağı vergleichsweise endemitenarm.

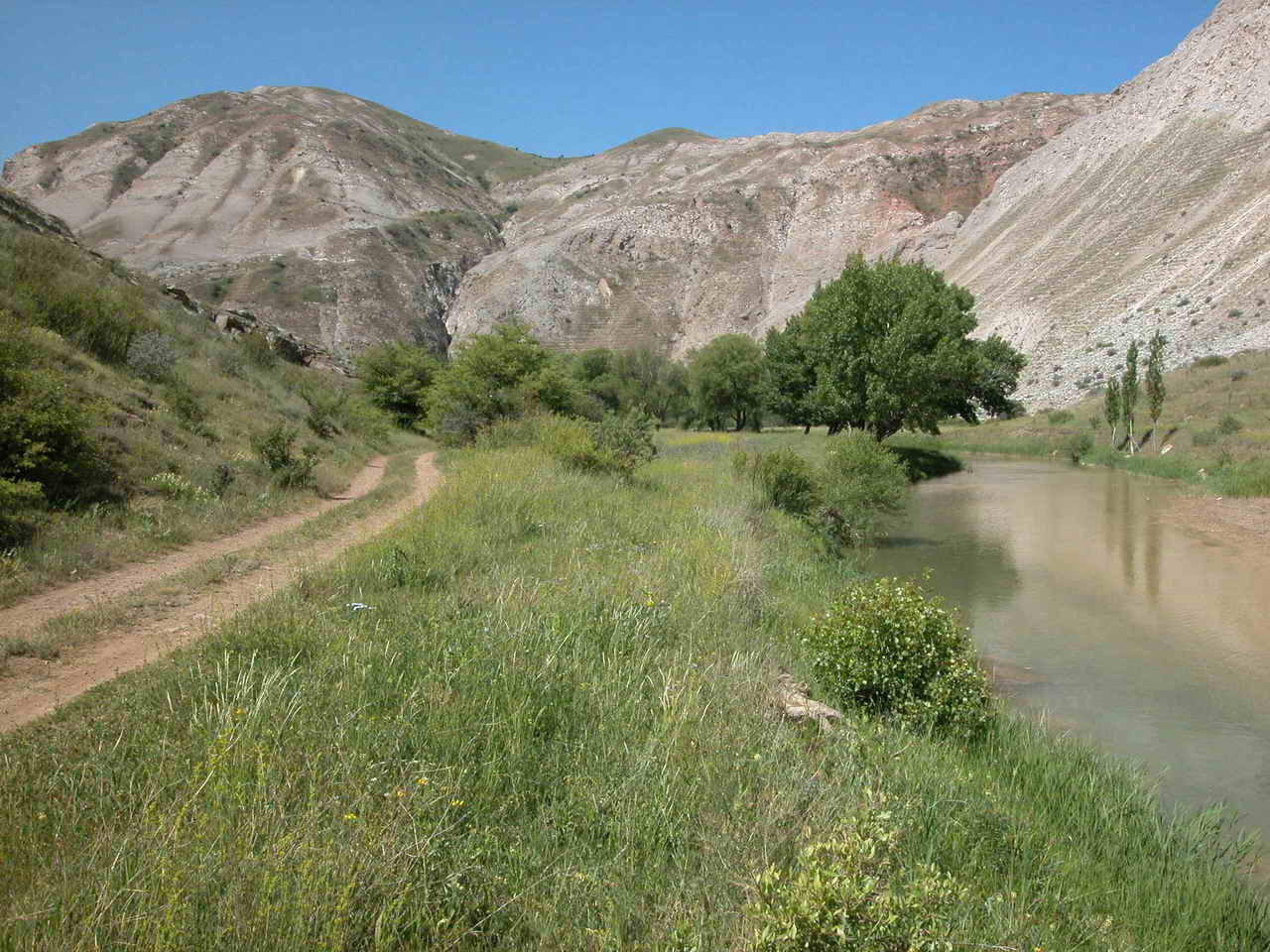
Gipshügel südlich von Sivas: Gips- und Serpentinstandorte sind besonders endemitenreich.

Ein zweiter entscheidender Unterschied ist das völlig verschiedene Schicksal der Alpen und der anatolischen Hochgebirge während der Eiszeiten. In Anatolien blieben auch während der Höchststände der pleistozänen Vereisungen die Eiskappen immer auf die höchsten Erhebungen beschränkt. Deshalb konnten sich Endemiten in vielen Teilen Anatoliens über lange Zeiträume entwickeln und auch bis in die Gegenwart überdauern.

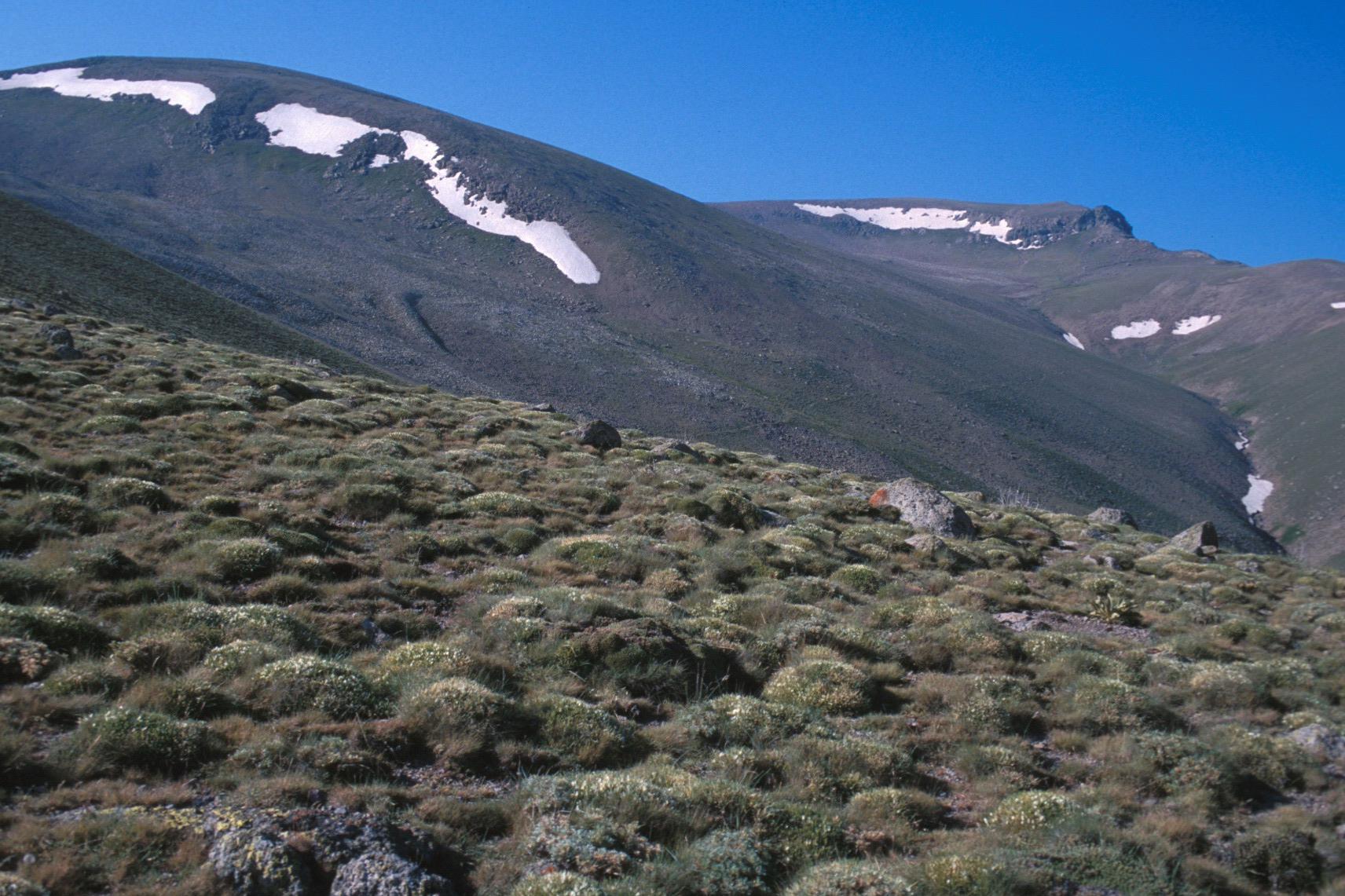
Dornpolsterheide mit dominierendem Astragalus angustifolius am Melendiz Dağ (Niğde), ca. 2000 m s.m.

## Flora

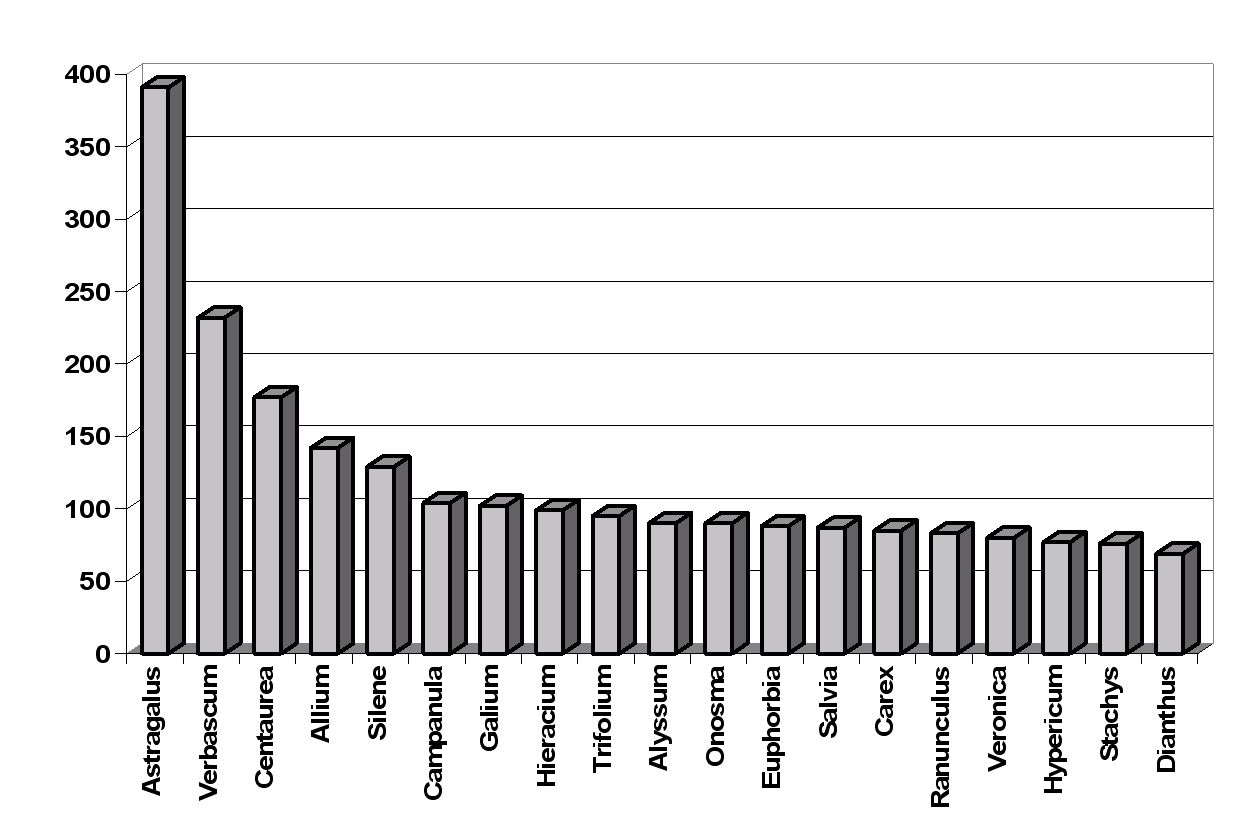
Artenzahlen der wichtigsten Gattungen der türkischen Flora

Die bei weitem artenreichste Gefäßpflanzengattung Anatoliens ist Astragalus (Tragant). Sie scheint sich hier mitten im Prozess der Artbildung zu befinden, was die Unterscheidung der vielen nächstverwandten Sippen für den Nichtspezialisten oft sehr erschwert. Tragante sind besonders typisch für baumlose, trockene Lebensräume. Solche waren vermutlich schon in prähistorischer Zeit in Inneranatolien nicht selten. Eine geradezu explosionsartige Ausbreitung erfuhren sie aber durch den Menschen in historischer Zeit, was wohl die Artbildung zusätzlich stark angekurbelt hat. In Abhängigkeit von den jeweiligen Umweltbedingungen hat sich in der Gattung Astragalus eine erstaunliche Vielfalt von Lebensformen entwickelt, von winzigen einjährigen Arten bis zu kleinen Sträuchern und die für die trockenen Gebirge Zentral- und Südanatoliens charakteristischen Dornpolster. Allerdings wurde diese sowohl gegen Beweidung als auch gegen Sommertrockenheit schützende Lebensform nicht von Astragalus exklusiv erfunden. Beispiele von gleichgerichteter (konvergenter) Evolution sind die eindrucksvollen Dornpolster von Onobrychis cornuta (Fabaceae) bzw. von Acantholimon sp. (Plumbaginaceae). Sogar manche Asteraceae (in der Türkei z. B. Centaurea urvillei, Centaurea iberica) und Caryophyllaceae (z. B. Minuartia juniperina) entwickelten sich in diese Richtung.
Die zweitwichtigste anatolische Pflanzengattung sind die Königskerzen (Verbascum sp./ Familie Scrophulariaceae), gefolgt von der Gattung der Flockenblumen (Centaurea sp./Familie Asteraceae). Was die Königskerzen betrifft, so ist Anatolien zweifellos ihr Verbreitungszentrum. Von etwa 360 Arten weltweit wachsen 232 in der Türkei, davon wiederum 79,4 % nur hier, sind also endemisch. Die meisten Verbascum-Arten schützen sich gegen Wasserverluste und hungriges Vieh durch eine dichte Behaarung aus stark baumförmig verzweigten Haaren. Flockenblumen-Arten sind selten so dicht behaart, haben dafür aber zu ihrer Verteidigung gegen die allgegenwärtigen Ziegen und Schafe dornige Hüllblätter oder stängellos dem Boden angepresste Formen entwickelt.

## Vegetation

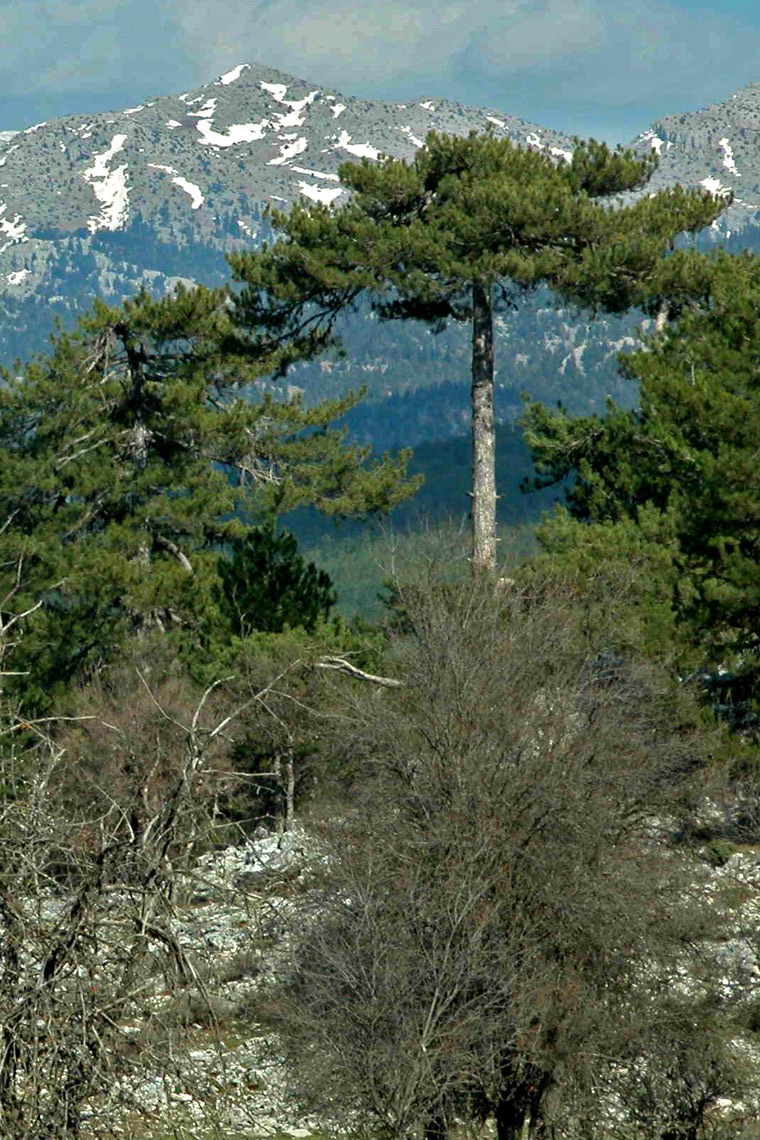
Pinus nigra bildet im mittleren Taurus-Gebirge stellenweise ausgedehnte Bestände.— zwischen Akseki und Bademli, 1360 m s.m.

Im äußersten Norden Anatoliens bildet der Pontus eine durchgehende Barriere gegen die vom Schwarzen Meer heranströmende feuchte Luft. Das führt zu hohen Niederschlägen auf der Nordabdachung des Pontus während des ganzen Jahres. Die klimatischen Bedingungen an der Schwarzmeerküste ähneln deshalb denjenigen in Mitteleuropa und dementsprechend „mitteleuropäisch“ erscheint daher auch die Vegetation. Mediterraner Vegetationseinfluss ist hier nur auf einem sehr schmalen Küstenstreifen erkennbar. Im Nordosten fehlt er ganz. In tieferen Lagen dominiert nördlich des pontischen Hauptkammes oft die Hainbuche (Carpinus betulus), meist vermischt mit der Edelkastanie (Castanea sativa). Höher oben bilden die Orient-Rotbuche (Fagus orientalis) und/oder die Nordmann-Tanne (Abies nordmanniana) dichte Wälder. Im nordöstlichen Schwarzmeergebiet (Lazistan), erreicht das Pontische Gebirge im fast 4000 m hohen Kaçkar Dağı seine größten Höhen. Dementsprechend reichlich fallen hier auch die jährlichen Niederschlagsmengen aus. Dazu kommt eine permanent hohe Luftfeuchtigkeit, die – besonders in Höhen bis zu 2000 Meter – zu häufiger Nebelbildung führt. Östlich von Trabzon wird daher die Vegetation fast subtropisch, mit vielen immergrünen Sträuchern in den Wäldern und Teeplantagen überall auf den tiefer liegenden Hängen.
Mit dem Überschreiten der pontischen Wasserscheide wird das Klima sofort trockener. In Richtung Inneranatolien kommt dadurch zuerst die Nordmann-Tanne, dann aber die Föhre zur Dominanz. In Westanatolien ist es häufig die Schwarzkiefer (Pinus nigra), im Osten fast ausschließlich die gegen kontinentales Klima unempfindlichere Wald-Kiefer (Pinus sylvestris). Je weiter man ins Zentrum Anatoliens fortschreitet, desto trockener und winterkälter werden die Bedingungen. Bis zu welchem Grad die hier vorkommende Steppenvegetation natürlichen Ursprungs ist oder erst durch Waldverwüstung entstand, ist nicht endgültig geklärt. Die geringsten Niederschläge gibt es südlich von Ankara im Gebiet des Großen Salzsees (Tuz Gölü) und vor allem im Aras-Tal an der armenischen Grenze. Zwischen Kağızman und Tuzluca ist das Aras-Tal so trocken, dass immer wieder reine Salz-Ablagerungen wie weiße Schneefelder von den Hängen glitzern.
Die südliche Grenze der anatolischen Hochebene bildet das Taurusgebirge. Vor allem seine Südabdachung liegt voll im Einflussbereich des Mittelmeerklimas, was viel Niederschlag im Winter, jedoch trocken-heiße Sommer bedeutet. Über das ganze Jahr gerechnet hat Antalya beträchtlich mehr Niederschlag als London (1071 mm gegen 759 mm). Aber seine jahreszeitliche Verteilung ist eine völlig andere und das Jahresmittel der Temperatur liegt weit höher (18,3 °C gegen 9,7 °C). Hochlagenwälder werden von Schwarz-Kiefer, Kilikischer Tanne (Abies cilicica) und Libanonzeder (Cedrus libani) gebildet. Leider wurde viel Raubbau an diesen Wäldern betrieben, am meisten an den einst reichen Zedernbeständen. In der natürlichen Vegetation der sehr sommertrockenen Tieflagen der Mittelmeerküste dominieren in der naturnahen Vegetation immergrüne Bäume wie Kermeseiche (Quercus coccifera) und Kalabrische Kiefer (Pinus brutia). Allerdings sind wegen der massiven Waldvernichtung heute die Hügel der Küstengebiete größtenteils mit Macchie bedeckt oder verkarstet. Wo fruchtbare alluviale Böden vorherrschen, zum Beispiel in der Kilikischen Ebene um Adana, wird intensive Landwirtschaft betrieben.

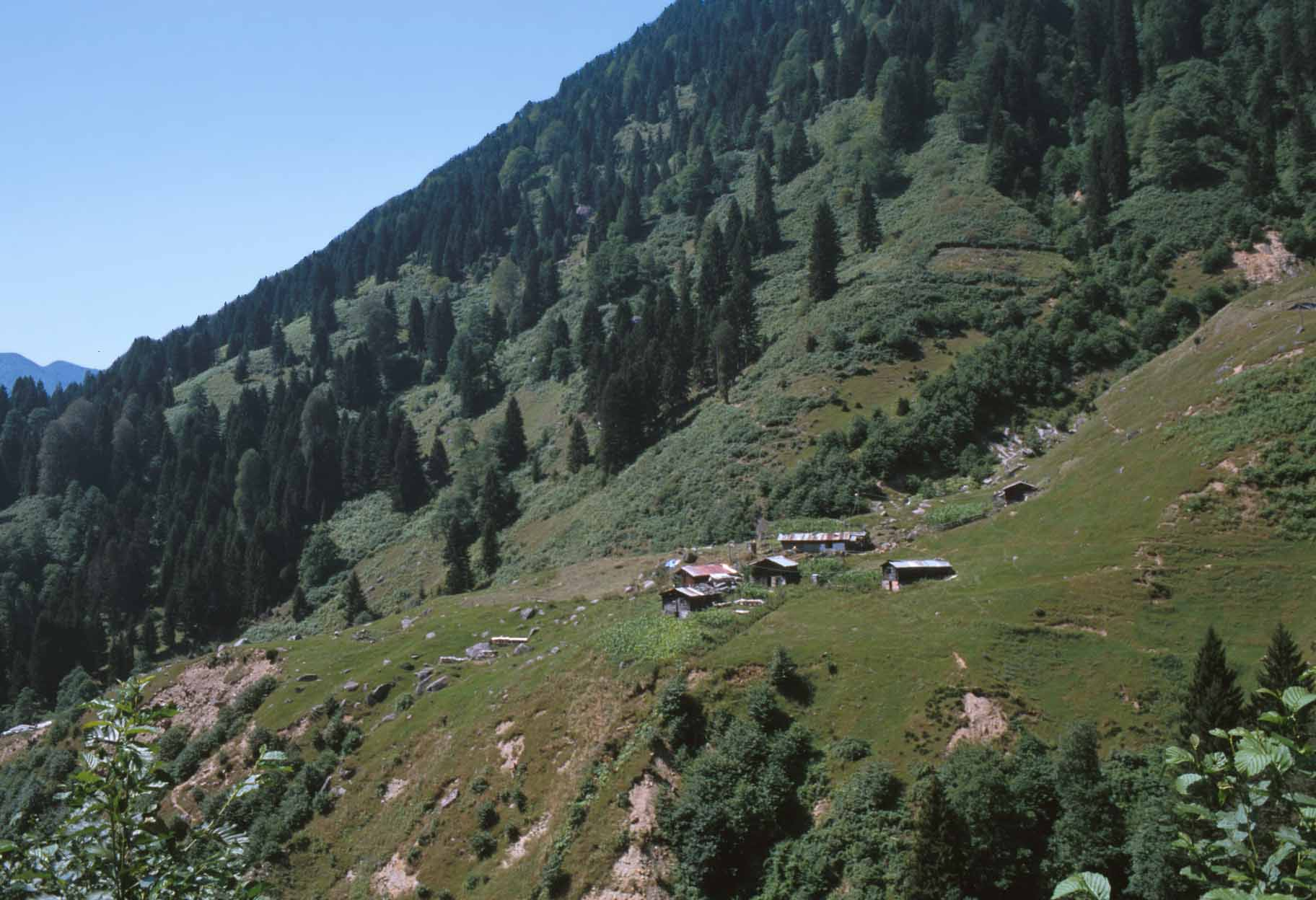
Picea orientalis mit Abies nordmanniana und Fagus orientalis auf der feuchten N-Flanke des Kaçkar Dağı (Nordöstliches Pontusgebirge). Die buschige Vegetation zwischen den Bäumen besteht hauptsächlich aus Rhododendron luteum.-oberhalb von Ayder, ca. 1700 m s.m.
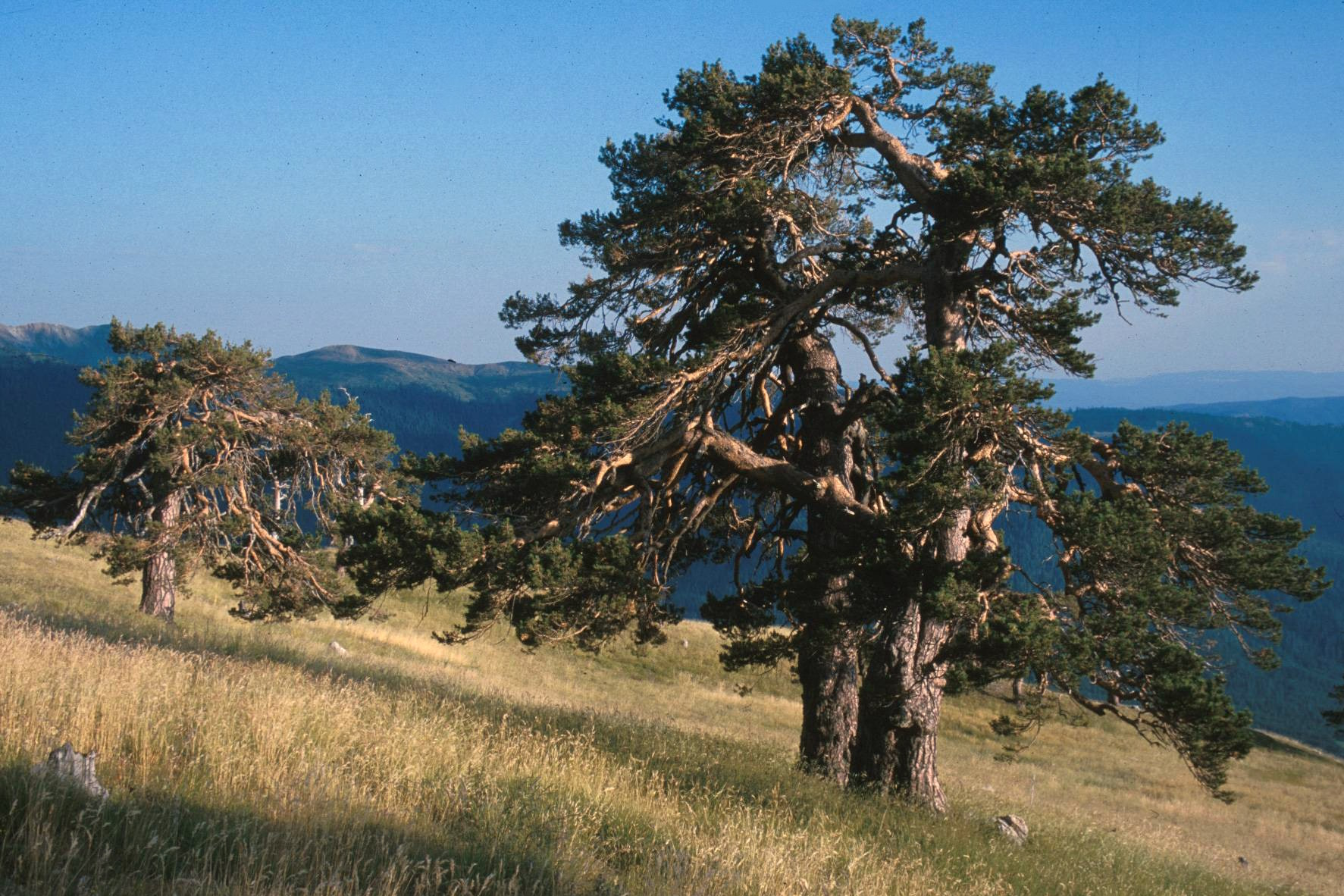
Die Rotföhre (Pinus sylvestris) ist der Charakterbaum der trockenen und kalten Gebiete Nordostanatoliens.- Südhang des Kücükhacet Dagi (Ilgaz Dağı), ca. 1950 m s. m.
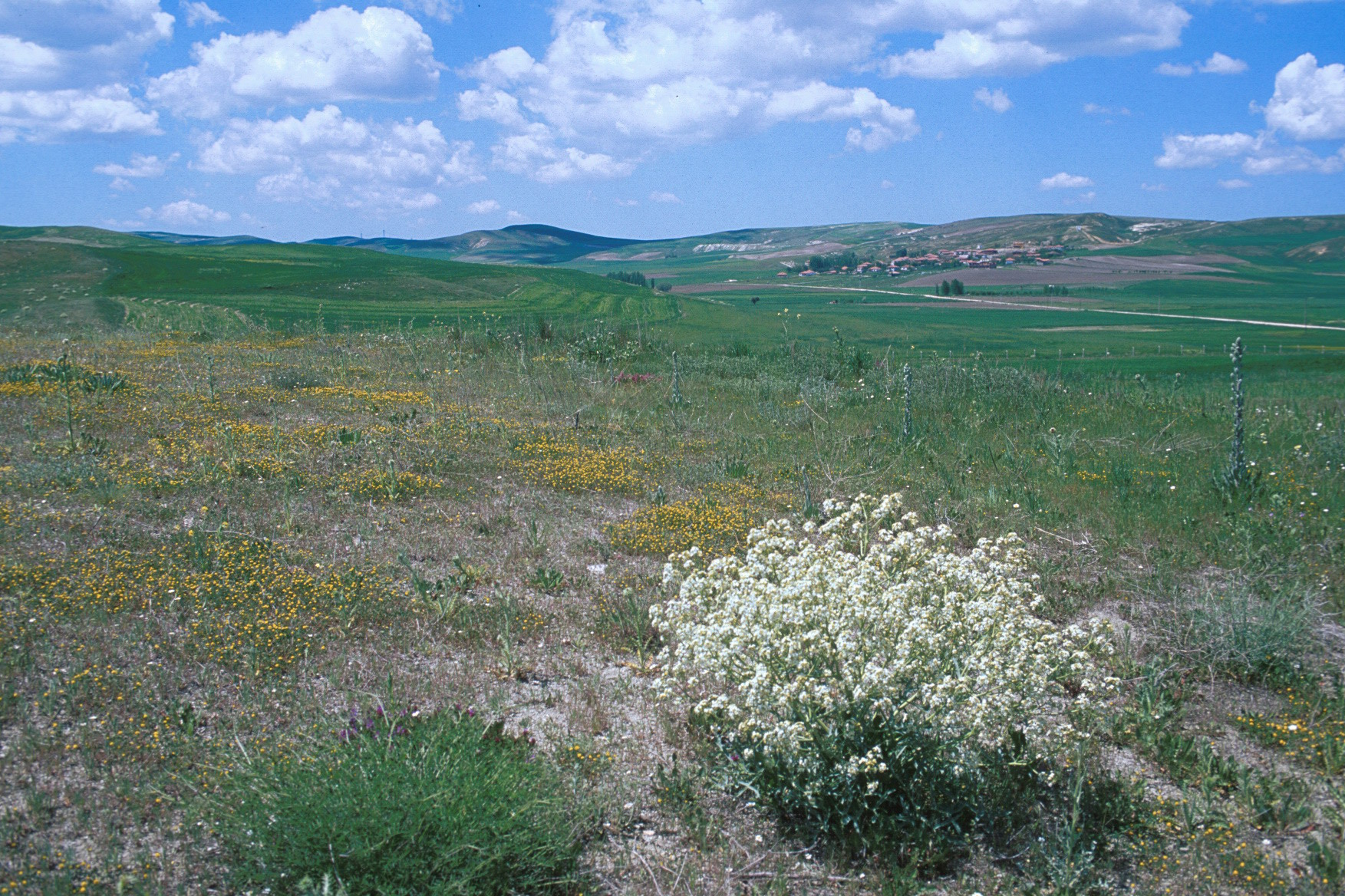
Anatolischer Steppenrest mit Crambe tatarica, im Hintergrund Getreidefelder.- Ahiboz, ca. 35 km südlich von Ankara, ca. 1000 m s.m.
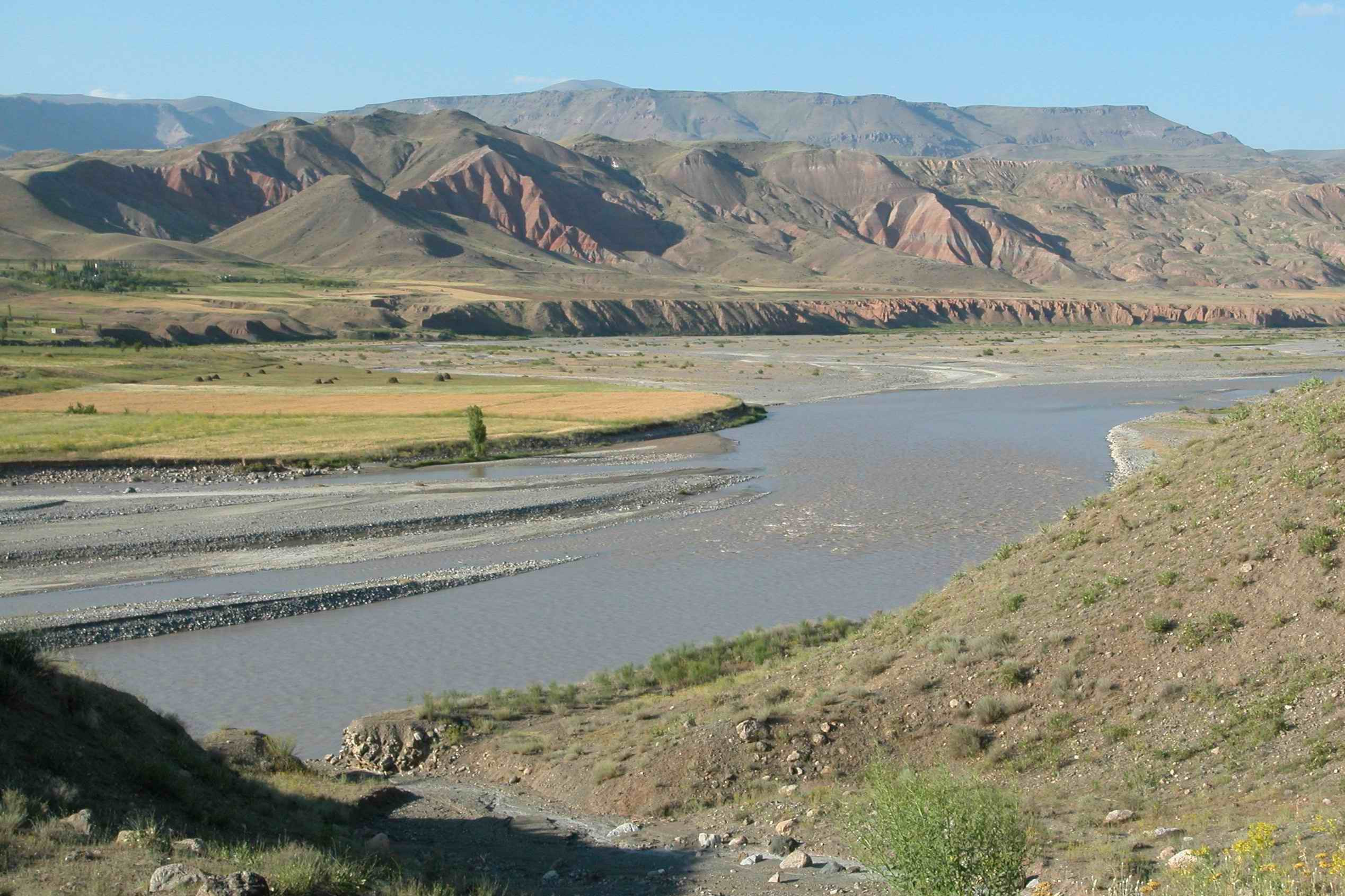
Halbwüstenvegetation im Aras-Tal. Die spärliche Pflanzendecke besteht hier hauptsächlich aus trockenheits- und salzresistenten Gänsefußgewächsen (Chenopodiaceae).- 35 km westlich von Tuzluca, 1110 m s.m.

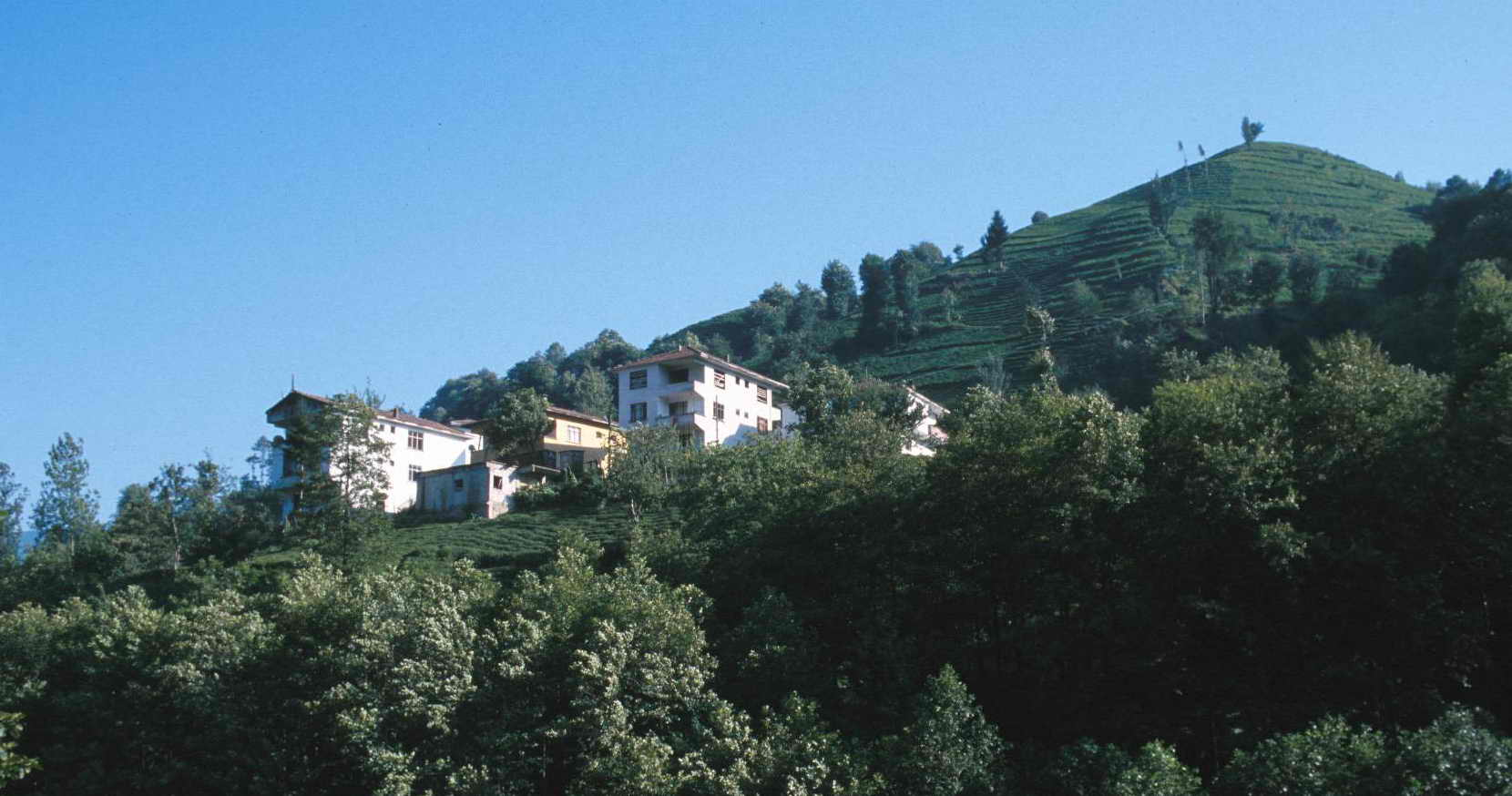
Tee wird in der Türkei nur im nordöstlichsten, fast schon subtropischen Abschnitt der Schwarzmeerküste kultiviert.— Ikizdere Tal südlich von Rize, 200 m s.m.
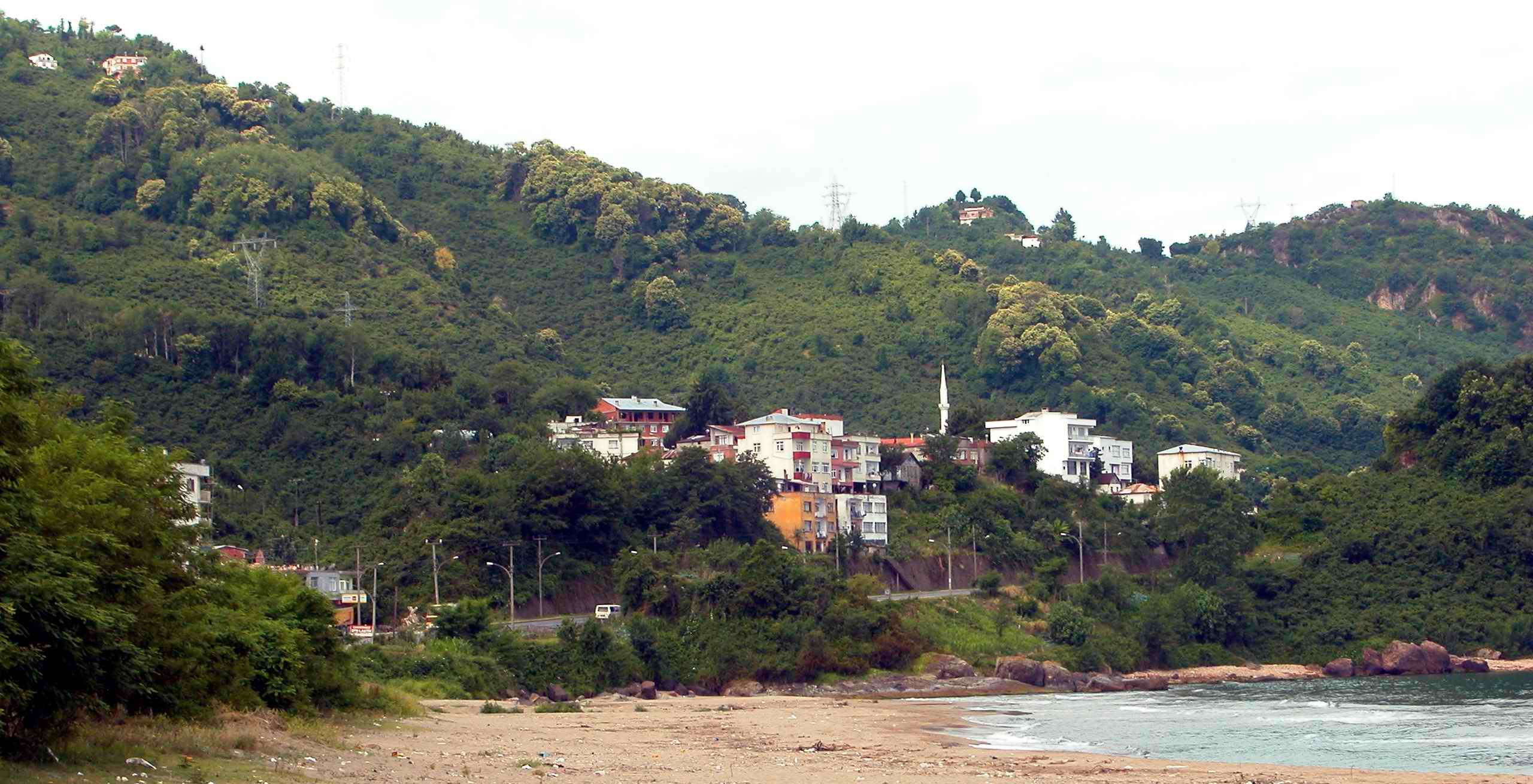
Ausgedehnte Haselnussfelder (Corylus maxima) überziehen große Flächen der gebirgigeren Teile der türkischen Schwarzmeerküste. Östlich von Trabzon werden sie vom Tee abgelöst.— bei Terebolu (Provinz Giresun), 20 m s. m.
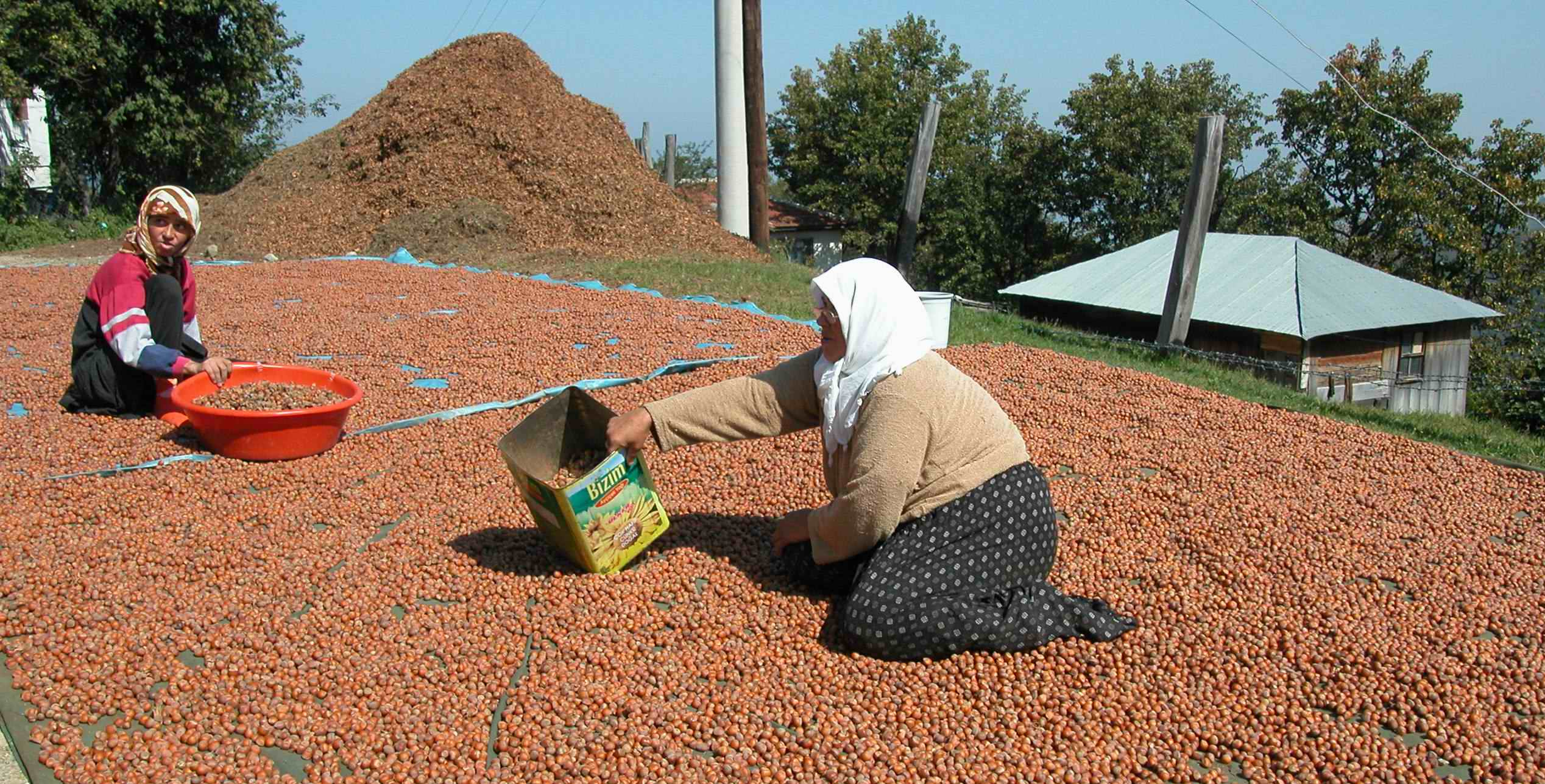
Türkische Frauen bei der Haselnusstrocknung.— Sacmalipinar (Provinz Düzce).
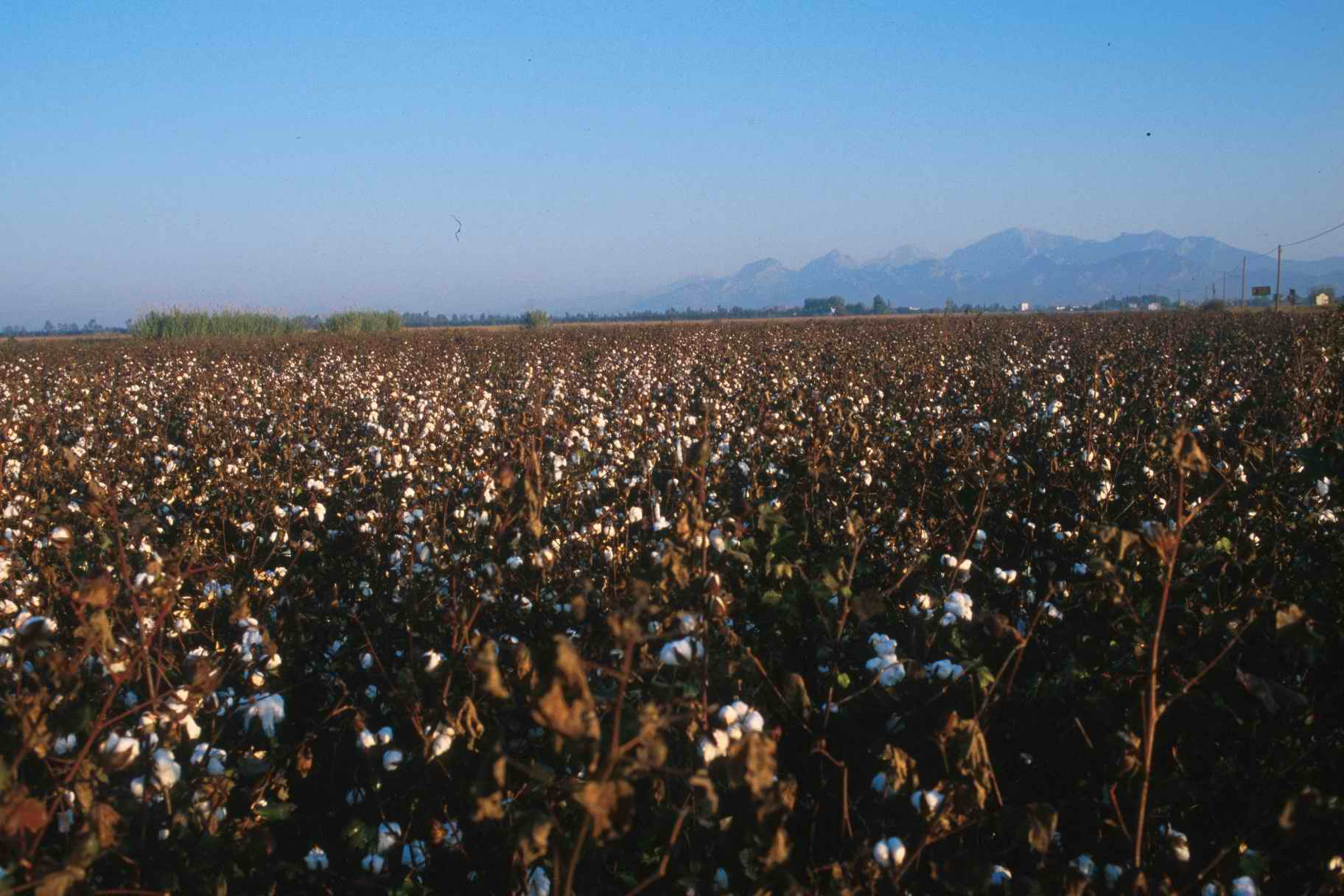
Im Jahr 2007 war die Türkei der siebentgrößte Baumwollproduzent. Die Baumwollpflanzen gedeihen optimal in heißen, sonnigen Gebieten, wo sie aber meist auf künstliche Bewässerung angewiesen sind.— bei Belek (Province Antalya).

## Belege
- Gerhard Pils: Flowers of Turkey - a photo guide. 448 pp. Eigenverlag Gerhard Pils (2006).

## Weiterführende Literatur
- DAVIS, P.H. (PDF; 46 kB) ed. 1965–1988: Flora of Turkey and the East Aegean Islands, 10 vols.− Edinburgh: University Press.
- GÜNER, A. & al. 2000: Flora of Turkey Supplement 2 [= vol 11].− Edinburgh: University Press.
- KREUTZ, C.A.J. 1998: Die Orchideen der Türkei, 766 pp.− Landgraaf (NL): Selbstverlag.
- MAYER, H. & AKSOY, H. 1986: Wälder der Türkei.– Stuttgart & New York: G. Fischer Verlag. Inhaltsverzeichnis als pdf
- KÜRSCHNER, H., RAUS, T. & VENTER, J. 1995: Pflanzen der Türkei. Ägäis – Taurus – Inneranatolien.− Wiesbaden: Quelle & Meyer. Inhaltsverzeichnis als pdf
- PILS, G., 2013: Endemism in Mainland Regions – Case Studies: Turkey.- p. 240–255 in: HOBOHM, C. (Ed.): Endemism in Vascular Plants.- Springer Verlag
- Friederike Sorger: Blumen der Türkei. In: Stapfia. Band 34, Linz 1994, zobodat.at [PDF; 21,5 MB]